# 데이 영
데이 영(Dey Young, 1955년 7월 28일 ~ )은 미국의 배우, 조각가이다.

## 출연 작품
- 언브라이들 (2017년)
- 페어웰 투 더 스패로우 (2009년)
- 더 노던 킹덤 (2009년) - 산드라 역
- 할리우드 폭로전 (2008년)
- 프로텍팅 더 킹 (2007년) - 디 역
- 플리카 (2006년) - 이스더 쿱 역
- 나이트 플라이트 (2005년)
- 내 사랑 포르노 (2003년) - 미시즈 루이스 역
- 가디언 (2000년)
- 샤일로 2 (1999년)
- 랫 팩 (1998년)
- 찬스 오브 스노우 (1998년)
- 에어포스 F-16 (1998년) - 닥터 박스터 역
- 트루 하트 (1997년)
- 새들이 그린 세상 (1996년)
- 파이널 디씨전 (1996년) - 게일 역
- 킬러의 메세지 (1995년)
- 맥쉐인의 최후의 결판 (1994년)
- 로큰롤 타운 (1994년)
- 로 앤 크라임 (1993년)
- 붉은 사냥 (1992년)
- 성화의 추적자 (1992년)
- 살인 지령 101 (1991, Murder 101)
- 프랭키와 쟈니 (1991년)
- 스폰테니어스 컴버스천 (1990년)
- 귀여운 여인 (1990년)
- 내 사랑 사이보그 2 (1989년)
- 원초 인간 (1989년)
- 악령의 관 (1988년)
- 스페이스볼 (1987년)
- 러닝맨 (1987년)
- 유쾌한 감방 (1985년)
- 낯선 침입자 (1983년)
- 스트레인지 비헤비어 (1981년)
- 로큰롤 고등학교 (1979년)

### 텔레비전
- 멜로즈 플레이스
- 닥터슬론 (1993년)
- 더 영 앤 더 레스트리스 (1973년)